# Mijalko Todorović
Mijalko Todorović - "Plavi" (srbsko Мијалко Тодоровић), srbski politik, * 25. september 1913, † 1999.

## Življenjepis
Kot diplomant Tehniške fakultete v Beogradu, je sodeloval v revolucionarnih gibanjih in leta 1938 je postal član KPJ. Med drugo svetovno vojno je bil politični komisar več enot, nazadnje 1. armade.
Po vojni je bil član Začasne ljudske skupščine, republiški poslanec, zvezni poslanec, pomočnik ministra ljudske obrambe, minister za kmetijstvo, podpredsednik Zveznega izvršnega sveta, od 1963 podpredsednik zvezne skupščine in predsednik njenega zveznega zbora, član Izvršnega komiteja CK ZKJ od 1964, od 4. plenuma (odstavitev Rankovića) sekretar CK ZKJ oz. od oktobra 1966 član in sekretar predsedstva CK ZKJ (1966-69; kot "vezni člen" med novoustanovljenim predsedstvom in reorganiziranim izvršnim komitejem CK ZKJ), član Sveta ljudske obrambe, predsednik Zvezne skupščine (1971-74) ...